# Nosy Manonaka
Nosy Manonaka is een eiland van Madagaskar in de Straat Mozambique, behorend tot de Indische Oceaan. Het eiland behoort administratief in de regio Diana. 
Het eiland heeft een lengte van ongeveer 2 kilometer en een breedte van maximaal 2 kilometer en ligt vlak bij Nosy Valiha.